# ACS Combinatorial Science
ACS Combinatorial Science (abrégé en ACS Comb. Sci.) est une revue scientifique à comité de lecture. Ce bimestriel a pour objectif de présenter des articles de recherche dans le domaine de la chimie combinatoire.
D'après le Journal Citation Reports, le facteur d'impact de ce journal était de 3,032 en 2014. Actuellement[Quand ?], la direction de publication est assurée par M. G. Finn (The Scripps Research Institute, États-Unis).

## Histoire
Au cours de son histoire, le journal a changé de nom :
- Journal of Combinatorial Chemistry, 1999-2010  (ISSN 1520-4766)
- ACS Combinatorial Science, 2011-en cours